# Eurytoma scabritigera
Eurytoma scabritigera är en stekelart som beskrevs av Bugbee 1982. Eurytoma scabritigera ingår i släktet Eurytoma och familjen kragglanssteklar. Inga underarter finns listade i Catalogue of Life.